# Opale (Q42)
Pour les articles homonymes, voir Opale (homonymie).
L'Opale est un sous-marin de la marine française construit à Cherbourg à partir de 1903. Il fait partie de la classe Émeraude.

## Historique
Au début de la Première Guerre mondiale, le sous-marin Opale fait partie de l'escadrille de Brest dans le cadre de la défense du port.
En 1915, prenant exemple sur les Allemands pour les combats en surface, la majorité de la flotte de sous-marins français est équipée de canons placés sur le pont avant. Ainsi l'Opale reçoit un 65 mm (modèle 1885) fin 1915.
En février 1916, il est affecté, avec l’Émeraude et le Rubis, à l'Escadrille du Maroc basée à Gibraltar pour la défense du port de Casablanca.
En juin 1917, il rejoint, avec le Topaze, la 2e escadrille de chasse et est basé à Moudros où il est mis à disposition de l'Amiral Fremantle.
Le 12 novembre 1919, le sous-marin Opale est radié des listes de la flotte puis vendu pour destruction le 10 mai 1921 contre la somme de 45 000 francs. Près de 269 tonnes de matériaux sont ainsi récupérés (dont 27 tonnes de fonte, 11 tonnes de bronze, 12 tonnes de cuivre et d'autres matériaux tels que le fer, le laiton ou le linoléum).

### Documents numérisés
- Journaux de bord du 12/12/1913 au 11/12/1915

➞ Ministère de la Défense, Mémoire des hommes - Journaux des unités (1914-1918) : Sous-marin Opale, vol. SS Y 374, 1913-1915 (présentation en ligne, lire en ligne)
- Journaux de bord du 12/12/1915 au 19/03/1916 et du 27/06/1916 au 04/01/1917

➞ Ministère de la Défense, Mémoire des hommes - Journaux des unités (1914-1918) : Sous-marin Opale, vol. SS Y 375, 1915-1917 (présentation en ligne, lire en ligne)